# 松阪市
松阪市（日语：／ Matsusaka shi */?）是位於日本三重縣中部的城市，是位於日本三重縣中部面向伊勢灣的一個城市，東部位於伊勢平原，鄰伊勢灣，氣候較為溫暖，以出產松阪牛而聞名。
全市面積為三重縣內第二大的行政區劃，東部的平原僅佔全市轄區約兩成的區域，其餘地區為以櫛田川中上游流域為主的山區，最西部以海拔高度在1,000公尺至1,600公尺之間的台高山脈與奈良縣相隔。
本地自古即是個商業城市，並以伊勢商人而聞名，至今仍是三重縣內的經濟中心之一。

## 人口
| 松阪市人口分布圖 |                                               |  |
| 松阪市與日本全國年齡別人口分布比較圖 （2005年資料） | 松阪市的年齡、男女別人口分布圖 （2005年資料） |  |
| ■紫色是松阪市 ■綠色是全国 | ■藍色是男性 ■紅色是女性                       |  |
| 松阪市人口變化 \| 1970年 \| 139,161人 \| \| \| 1975年 \| 147,135人 \| \| \| 1980年 \| 153,185人 \| \| \| 1985年 \| 158,155人 \| \| \| 1990年 \| 159,625人 \| \| \| 1995年 \| 163,131人 \| \| \| 2000年 \| 164,504人 \| \| \| 2005年 \| 168,973人 \| \| \| 2010年 \| 168,017人 \| \| \| 2015年 \| 163,863人 \| \| \| 2020年 \| 159,145人 \| \| |                                               |  |
| 資料來源：日本總務省統計中心提供之人口普查數據 |                                               |  |
| 1970年 | 139,161人                                     |  |
| 1975年 | 147,135人                                     |  |
| 1980年 | 153,185人                                     |  |
| 1985年 | 158,155人                                     |  |
| 1990年 | 159,625人                                     |  |
| 1995年 | 163,131人                                     |  |
| 2000年 | 164,504人                                     |  |
| 2005年 | 168,973人                                     |  |
| 2010年 | 168,017人                                     |  |
| 2015年 | 163,863人                                     |  |
| 2020年 | 159,145人                                     |  |

## 歷史

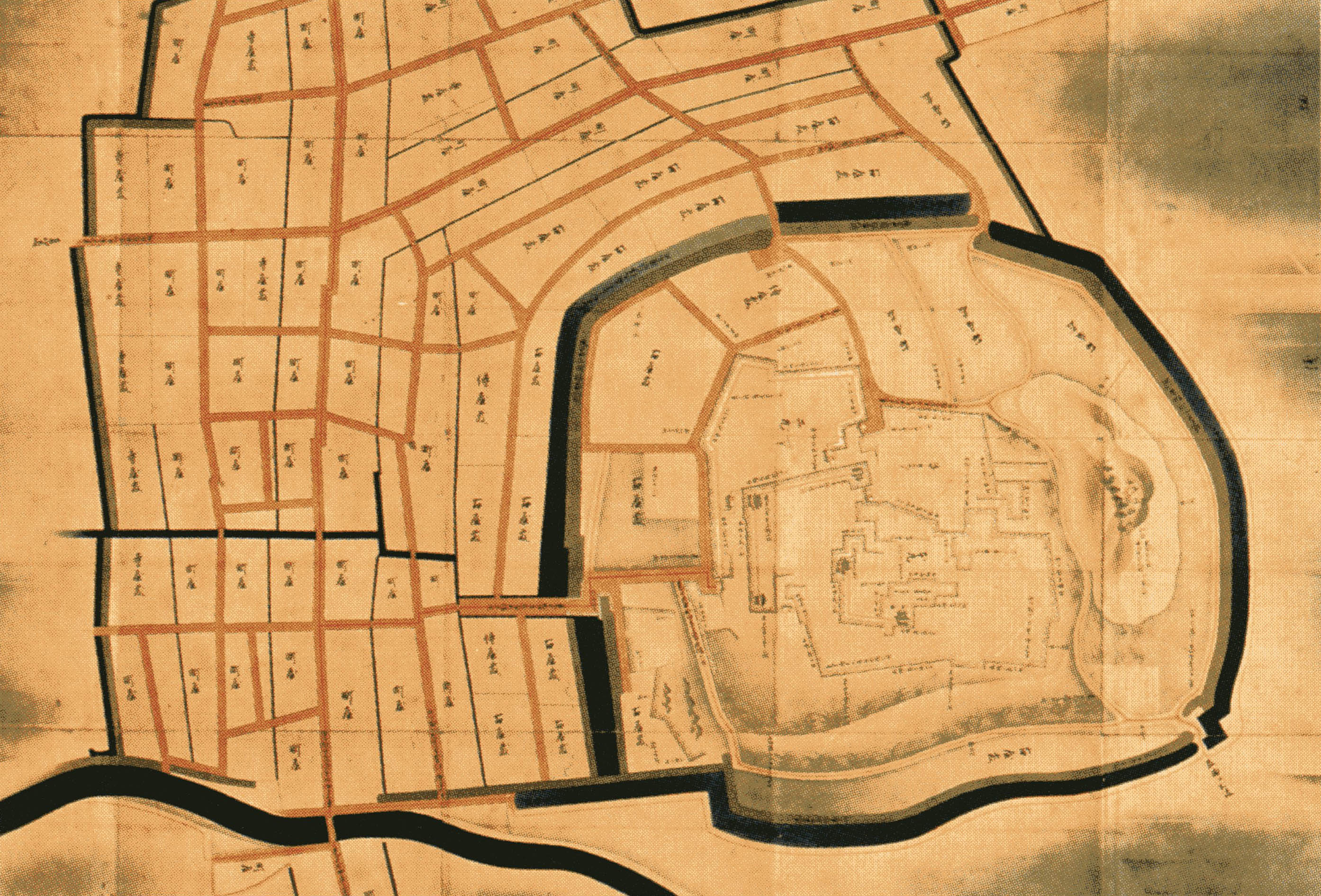
松坂城繪圖

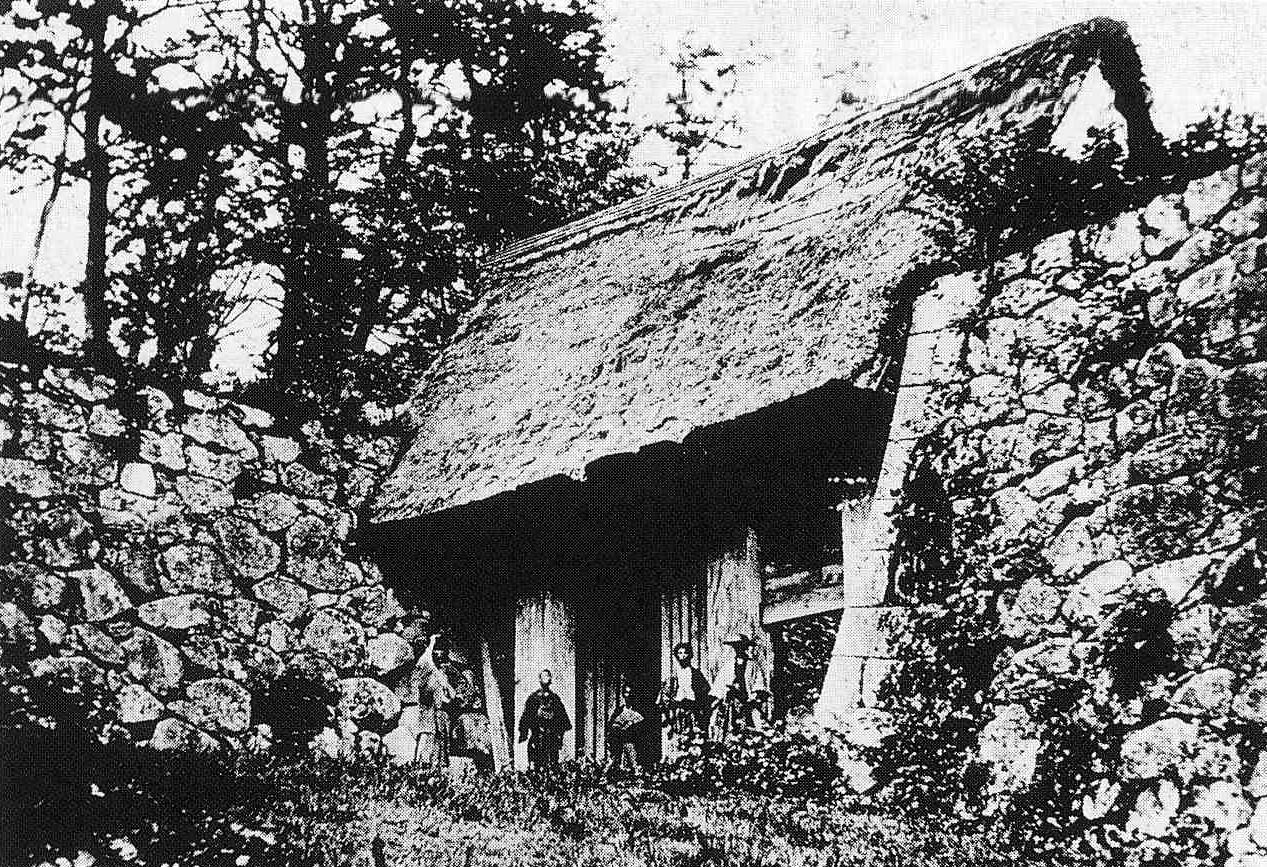
約拍攝於19世紀末的松坂城裏門

現在松阪市的轄區在過去令制國時代大部分都屬於伊勢國飯高郡，僅東北部和東南部的區域屬一志郡和飯野郡，其中飯高郡和飯野郡的部分過去曾成為伊勢神宮所有的神郡；但在14世紀後，由於北畠氏掌控了伊勢國，曾先後在此建立神山城、阿坂城、大河內城實際上成為北畠氏的領地。
1569年織田信長在大河內城之戰後取代北畠氏掌控了此地，1580年又新建了松島城作為統治伊勢國南部的據點；1584年豐臣秀吉將蒲生氏鄉封至此地後，在1588年新建松坂城，之後又曾先後改由服部一忠、古田重勝治理。1600年關原之戰後，古田重勝由於戰功領地又獲得增加，因此成立松坂藩；但僅19年後古田氏又被轉封至濱田藩，此地則劃入紀州藩，雖然之後並未能為政治的中心，但由於位處和歌山街道與伊勢街道交會之處，逐漸成為宿場、魚町、市場聚集之處。
19世紀末明治維新實施廢藩置縣後，改隸屬和歌山縣，1872年的第一次府縣整併後改隸屬度會縣，但在1876年的第二次府縣整併後又隨著度會縣被併入三重縣。
1889年日本實施町村制，松坂城周邊城下町區域設立為松阪町，過去原本地名都是使用「松坂」，不過由於明治維新後「大坂」已被改寫為「大阪」，因此本地也隨之改使用「松阪」作為名稱。
1920年代開始，陸續併入週邊了周邊的兩個行政區劃，並在1933年升格為松阪市，1950年代的昭和大合併期間更是繼續併入了18個町村。
2005年松阪市又與嬉野町、三雲町、飯南町、飯高町合併，合併後的城市名稱則繼續沿用松阪市。

### 變遷表
| 1896年4月1日             | 1896年 - 1912年         | 1912年 - 1944年           | 1912年 - 1944年            | 1945年 - 1954年             | 1955年 - 1989年            | 1955年 - 1989年            | 1989年 - 現在             | 現在                      |
| ------------------------ | ----------------------- | ------------------------- | -------------------------- | --------------------------- | -------------------------- | -------------------------- | ------------------------- | ------------------------- |
| 米之村                   | 米之村                  | 米之村                    | 米之村                     | 米之村                      | 1955年3月21日 合併為三雲村 | 1986年4月1日 改制為三雲町  | 2005年1月1日 合併為松阪市 | 2005年1月1日 合併為松阪市 |
| 天白村                   |                         |                           |                            |                             | 1955年3月21日 合併為三雲村 | 1986年4月1日 改制為三雲町  | 2005年1月1日 合併為松阪市 | 2005年1月1日 合併為松阪市 |
| 鵲村                     |                         |                           |                            |                             | 1955年3月21日 合併為三雲村 | 1986年4月1日 改制為三雲町  | 2005年1月1日 合併為松阪市 | 2005年1月1日 合併為松阪市 |
| 小野江村                 |                         |                           |                            |                             | 1955年3月21日 合併為三雲村 | 1986年4月1日 改制為三雲町  | 2005年1月1日 合併為松阪市 | 2005年1月1日 合併為松阪市 |
| 中鄉村                   | 中鄉村                  | 中鄉村                    | 中鄉村                     | 中鄉村                      | 1955年3月15日 合併為嬉野町 | 1955年3月15日 合併為嬉野町 | 2005年1月1日 合併為松阪市 | 2005年1月1日 合併為松阪市 |
| 豐地村                   |                         |                           |                            |                             | 1955年3月15日 合併為嬉野町 | 1955年3月15日 合併為嬉野町 | 2005年1月1日 合併為松阪市 | 2005年1月1日 合併為松阪市 |
| 中川村                   |                         |                           |                            |                             | 1955年3月15日 合併為嬉野町 | 1955年3月15日 合併為嬉野町 | 2005年1月1日 合併為松阪市 | 2005年1月1日 合併為松阪市 |
| 豐田村                   |                         |                           |                            |                             | 1955年3月15日 合併為嬉野町 | 1955年3月15日 合併為嬉野町 | 2005年1月1日 合併為松阪市 | 2005年1月1日 合併為松阪市 |
| 中原村                   |                         |                           |                            |                             | 1955年3月15日 合併為嬉野町 | 1955年3月15日 合併為嬉野町 | 2005年1月1日 合併為松阪市 | 2005年1月1日 合併為松阪市 |
| 宇氣鄉村                 |                         |                           |                            |                             |                            |                            | 2005年1月1日 合併為松阪市 | 2005年1月1日 合併為松阪市 |
| 1955年3月15日 併入松阪市 | 松阪市                  |                           |                            |                             |                            |                            | 2005年1月1日 合併為松阪市 | 2005年1月1日 合併為松阪市 |
| 阿坂村                   | 阿坂村                  | 阿坂村                    | 阿坂村                     | 1954年10月15日 併入松阪市   | 松阪市                     |                            | 2005年1月1日 合併為松阪市 | 2005年1月1日 合併為松阪市 |
| 松崎村                   | 松阪市                  |                           |                            | 1954年10月15日 併入松阪市   | 松阪市                     |                            | 2005年1月1日 合併為松阪市 | 2005年1月1日 合併為松阪市 |
| 東黑部村                 | 松阪市                  |                           |                            | 1954年10月15日 併入松阪市   | 松阪市                     |                            | 2005年1月1日 合併為松阪市 | 2005年1月1日 合併為松阪市 |
| 港村                     | 港村                    | 港村                      | 港村                       | 1954年10月15日 併入松阪市   | 松阪市                     |                            | 2005年1月1日 合併為松阪市 | 2005年1月1日 合併為松阪市 |
| 港村                     | 港村                    | 1924年4月1日 併入松阪町   | 1933年2月1日 改制為松阪市  | 1933年2月1日 改制為松阪市   | 松阪市                     |                            | 2005年1月1日 合併為松阪市 | 2005年1月1日 合併為松阪市 |
| 松阪町                   |                         |                           | 1933年2月1日 改制為松阪市  | 1933年2月1日 改制為松阪市   | 松阪市                     |                            | 2005年1月1日 合併為松阪市 | 2005年1月1日 合併為松阪市 |
| 鈴止村                   | 鈴止村                  | 1921年1月1日 併入松阪町   | 1933年2月1日 改制為松阪市  | 1933年2月1日 改制為松阪市   | 松阪市                     |                            | 2005年1月1日 合併為松阪市 | 2005年1月1日 合併為松阪市 |
| 神戶村                   | 神戶村                  | 1931年4月1日 併入松阪町   | 1933年2月1日 改制為松阪市  | 1933年2月1日 改制為松阪市   | 松阪市                     |                            | 2005年1月1日 合併為松阪市 | 2005年1月1日 合併為松阪市 |
| 松江村                   | 松江村                  | 松江村                    | 松江村                     | 1948年12月25日 併入松阪市。 | 松阪市                     |                            | 2005年1月1日 合併為松阪市 | 2005年1月1日 合併為松阪市 |
| 朝見村                   |                         |                           |                            | 1948年12月25日 併入松阪市。 | 松阪市                     |                            | 2005年1月1日 合併為松阪市 | 2005年1月1日 合併為松阪市 |
| 伊勢寺村                 | 伊勢寺村                | 伊勢寺村                  | 伊勢寺村                   | 1951年12月1日 併入松阪市    | 松阪市                     |                            | 2005年1月1日 合併為松阪市 | 2005年1月1日 合併為松阪市 |
| 機殿村                   | 機殿村                  | 機殿村                    | 機殿村                     | 1952年12月1日 併入松阪市    | 松阪市                     |                            | 2005年1月1日 合併為松阪市 | 2005年1月1日 合併為松阪市 |
| 花岡村                   | 花岡村                  | 1932年7月1日 改制為花岡町 | 1932年7月1日 改制為花岡町  | 1954年10月15日 併入松阪市   | 松阪市                     |                            | 2005年1月1日 合併為松阪市 | 2005年1月1日 合併為松阪市 |
| 松尾村                   |                         |                           |                            | 1954年10月15日 併入松阪市   | 松阪市                     |                            | 2005年1月1日 合併為松阪市 | 2005年1月1日 合併為松阪市 |
| 西黑部村                 |                         |                           |                            | 1954年10月15日 併入松阪市   | 松阪市                     |                            | 2005年1月1日 合併為松阪市 | 2005年1月1日 合併為松阪市 |
| 茅廣江村                 | 茅廣江村                | 茅廣江村                  | 茅廣江村                   | 茅廣江村                    | 1955年4月1日 併入松阪市    |                            | 2005年1月1日 合併為松阪市 | 2005年1月1日 合併為松阪市 |
| 大石村                   |                         |                           |                            |                             | 1955年4月1日 併入松阪市    |                            | 2005年1月1日 合併為松阪市 | 2005年1月1日 合併為松阪市 |
| 漕代村                   |                         |                           |                            |                             | 1955年4月1日 併入松阪市    |                            | 2005年1月1日 合併為松阪市 | 2005年1月1日 合併為松阪市 |
| 射和村                   | 射和村                  | 射和村                    | 射和村                     | 射和村                      | 1955年4月1日 併入松阪市    |                            | 2005年1月1日 合併為松阪市 | 2005年1月1日 合併為松阪市 |
| 神山村                   | 1908年4月1日 併入射和村 | 射和村                    | 射和村                     | 射和村                      | 1955年4月1日 併入松阪市    |                            | 2005年1月1日 合併為松阪市 | 2005年1月1日 合併為松阪市 |
| 神山村                   | 1908年4月1日 併入櫛田村 | 櫛田村                    | 櫛田村                     | 櫛田村                      | 1957年10月1日 併入松阪市   |                            | 2005年1月1日 合併為松阪市 | 2005年1月1日 合併為松阪市 |
| 櫛田村                   |                         | 櫛田村                    | 櫛田村                     | 櫛田村                      | 1957年10月1日 併入松阪市   |                            | 2005年1月1日 合併為松阪市 | 2005年1月1日 合併為松阪市 |
| 大河內村                 |                         |                           |                            |                             | 1957年10月1日 併入松阪市   |                            | 2005年1月1日 合併為松阪市 | 2005年1月1日 合併為松阪市 |
| 柿野村                   | 柿野村                  | 1924年1月1日 改制為柿野町 | 1924年1月1日 改制為柿野町  | 1924年1月1日 改制為柿野町   | 1956年8月1日 合併為飯南町  | 1956年8月1日 合併為飯南町  | 2005年1月1日 合併為松阪市 | 2005年1月1日 合併為松阪市 |
| 粥見村                   | 粥見村                  | 粥見村                    | 1933年2月11日 改制為粥見町 | 1933年2月11日 改制為粥見町  | 1956年8月1日 合併為飯南町  | 1956年8月1日 合併為飯南町  | 2005年1月1日 合併為松阪市 | 2005年1月1日 合併為松阪市 |
| 宮前村                   | 宮前村                  | 宮前村                    | 宮前村                     | 宮前村                      | 1956年8月1日 合併為飯高町  | 1956年8月1日 合併為飯高町  | 2005年1月1日 合併為松阪市 | 2005年1月1日 合併為松阪市 |
| 川俁村                   |                         |                           |                            |                             | 1956年8月1日 合併為飯高町  | 1956年8月1日 合併為飯高町  | 2005年1月1日 合併為松阪市 | 2005年1月1日 合併為松阪市 |
| 森村                     |                         |                           |                            |                             | 1956年8月1日 合併為飯高町  | 1956年8月1日 合併為飯高町  | 2005年1月1日 合併為松阪市 | 2005年1月1日 合併為松阪市 |
| 波瀨村                   |                         |                           |                            |                             | 1956年8月1日 合併為飯高町  | 1956年8月1日 合併為飯高町  | 2005年1月1日 合併為松阪市 | 2005年1月1日 合併為松阪市 |

## 行政

### 歷任首長
| 屆                       | 姓名                     | 上任日期                 | 卸任日期                 | 備註                                                     |
| 第一代松阪市市長（官派） | 第一代松阪市市長（官派） | 第一代松阪市市長（官派） | 第一代松阪市市長（官派） | 第一代松阪市市長（官派）                                 |
| ------------------------ | ------------------------ | ------------------------ | ------------------------ | -------------------------------------------------------- |
| 1                        | 小出三郎                 | 1933年3月24日            | 1937年3月22日            | 原松阪町町長                                             |
| 2                        | 和田潤                   | 1937年6月1日             | 1941年5月31日            |                                                          |
| 3                        | 後藤脩                   | 1941年10月29日           | 1946年11月24日           | 因公职追放而去職                                         |
| 第一代松阪市市長（民選） |                          |                          |                          |                                                          |
| 4                        | 庄司桂一                 | 1947年4月5日             | 1955年4月30日            |                                                          |
| 5                        | 後藤脩                   | 1955年5月1日             | 1957年1月15日            | 公职追放廢除後重新參選 任內過世                          |
| 6                        | 梅川文男                 | 1957年3月4日             | 1961年3月3日             |                                                          |
| 7                        | 梅川文男                 | 1961年3月4日             | 1965年3月3日             |                                                          |
| 8                        | 梅川文男                 | 1965年3月4日             | 1968年4月4日             | 任內過世                                                 |
| 9                        | 吉田逸郎                 | 1968年5月23日            | 1972年5月22日            |                                                          |
| 10                       | 吉田逸郎                 | 1972年5月23日            | 1976年5月22日            |                                                          |
| 11                       | 吉田逸郎                 | 1976年5月23日            | 1980年5月22日            |                                                          |
| 12                       | 吉田逸郎                 | 1980年5月23日            | 1984年5月22日            |                                                          |
| 13                       | 吉田逸郎                 | 1984年5月23日            | 1988年5月22日            |                                                          |
| 14                       | 奧田清晴                 | 1988年5月23日            | 1992年5月22日            |                                                          |
| 15                       | 奧田清晴                 | 1992年5月23日            | 1996年5月22日            |                                                          |
| 16                       | 奧田清晴                 | 1996年5月23日            | 2000年5月22日            |                                                          |
| 17                       | 野呂昭彥                 | 2000年5月23日            | 2003年2月18日            | 因參選三重縣知事而辭職                                   |
| 18                       | 下村猛                   | 2003年4月27日            | 2004年12月31日           | 因松阪市合併而提前結束任期                               |
| 第二代松阪市市長（民選） |                          |                          |                          |                                                          |
| 1                        | 下村猛                   | 2005年2月6日             | 2009年2月5日             | 原第一代松阪市市長                                       |
| 2                        | 山中光茂                 | 2009年2月6日             | 2013年2月5日             |                                                          |
| 3                        | 山中光茂                 | 2013年2月6日             | 2015年9月30日            | 因政策與市議會對立，嘗試發動罷免市議會議員失敗後提前辭職 |
| 4                        | 竹上真人                 | 2015年10月4日            | 2019年10月3日            |                                                          |
| 5                        | 竹上真人                 | 2019年10月4日            | 2023年10月3日            |                                                          |
| 6                        | 竹上真人                 | 2023年10月4日            | 現任                     |                                                          |

## 交通

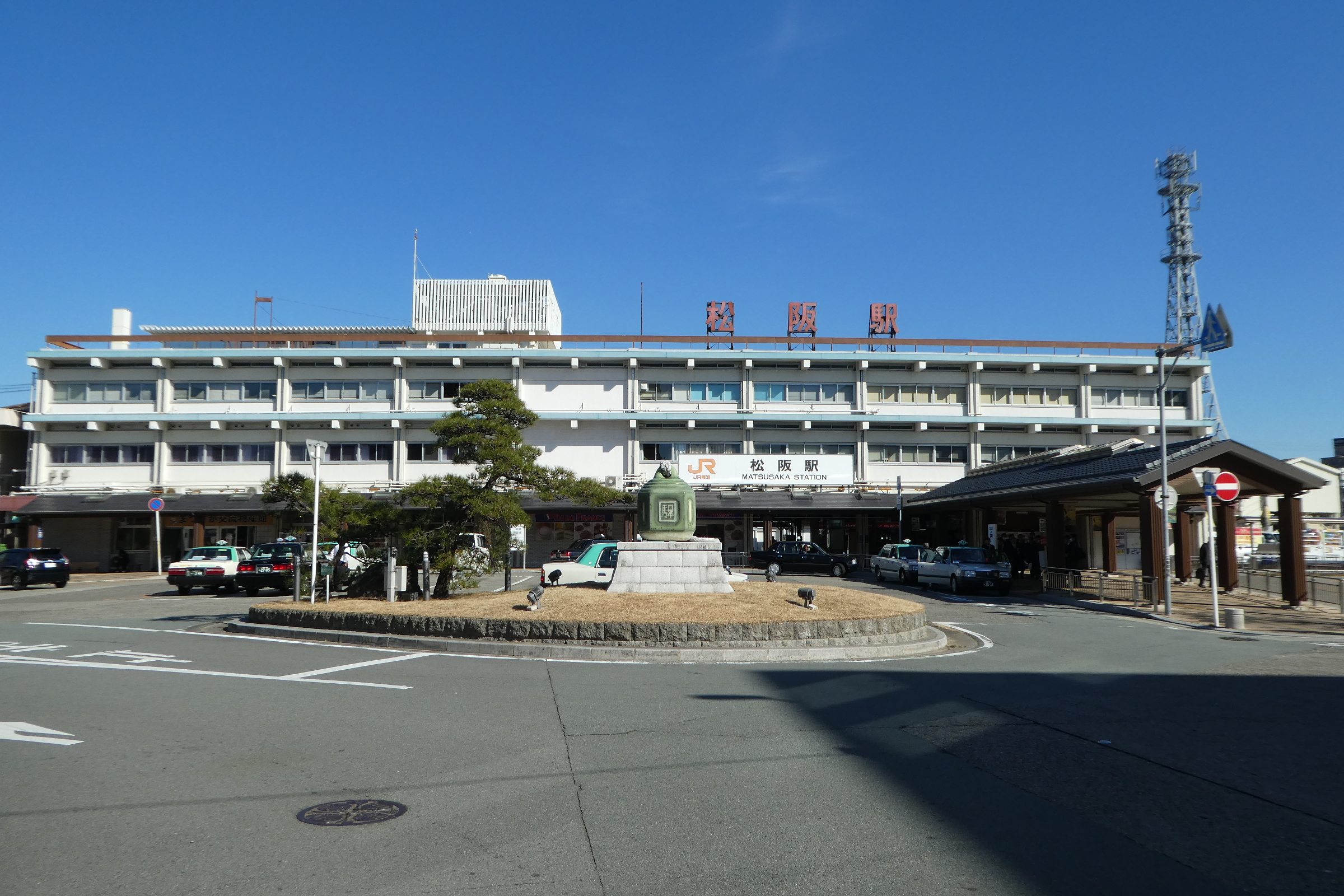
JR松阪車站

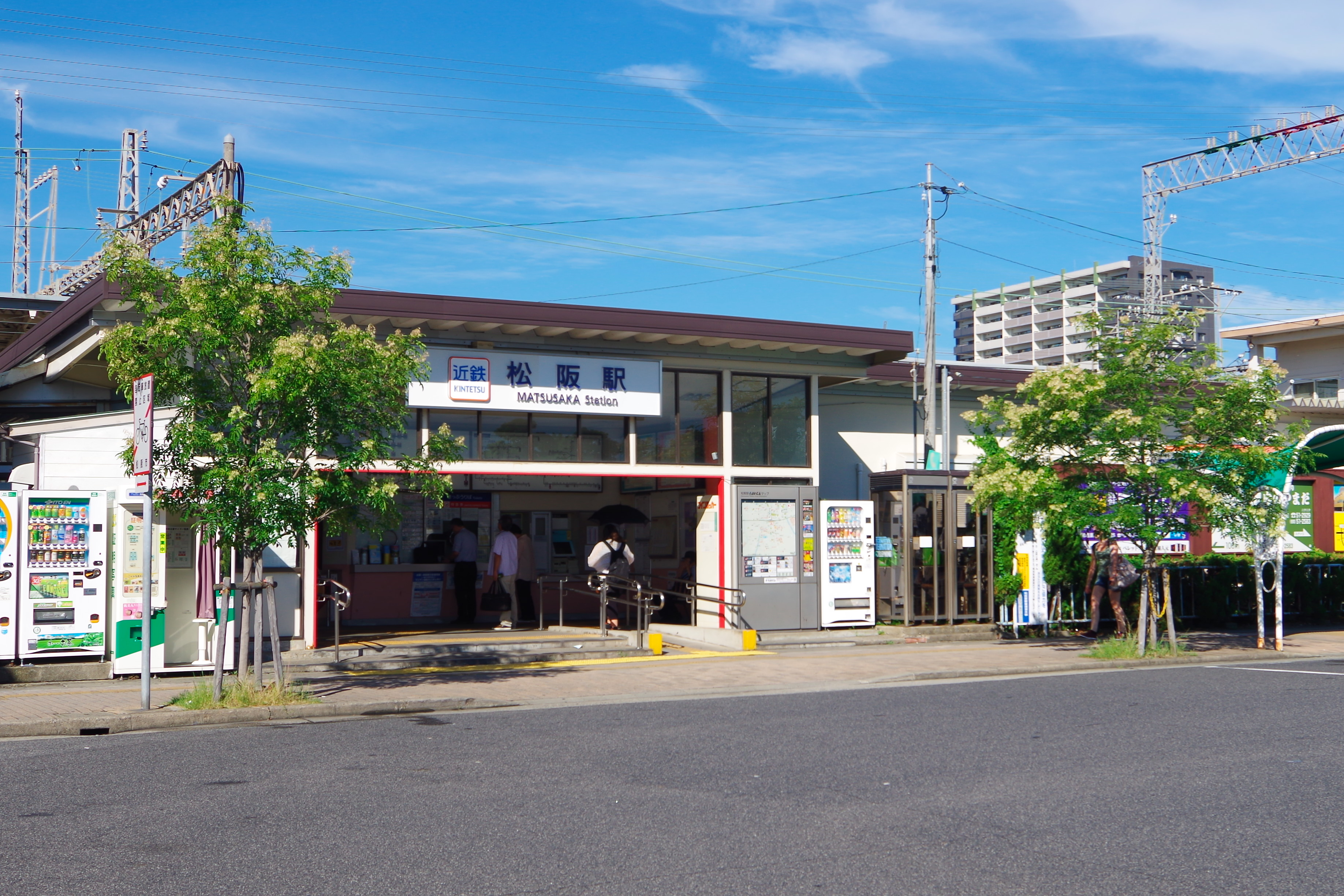
近鐵松阪車站

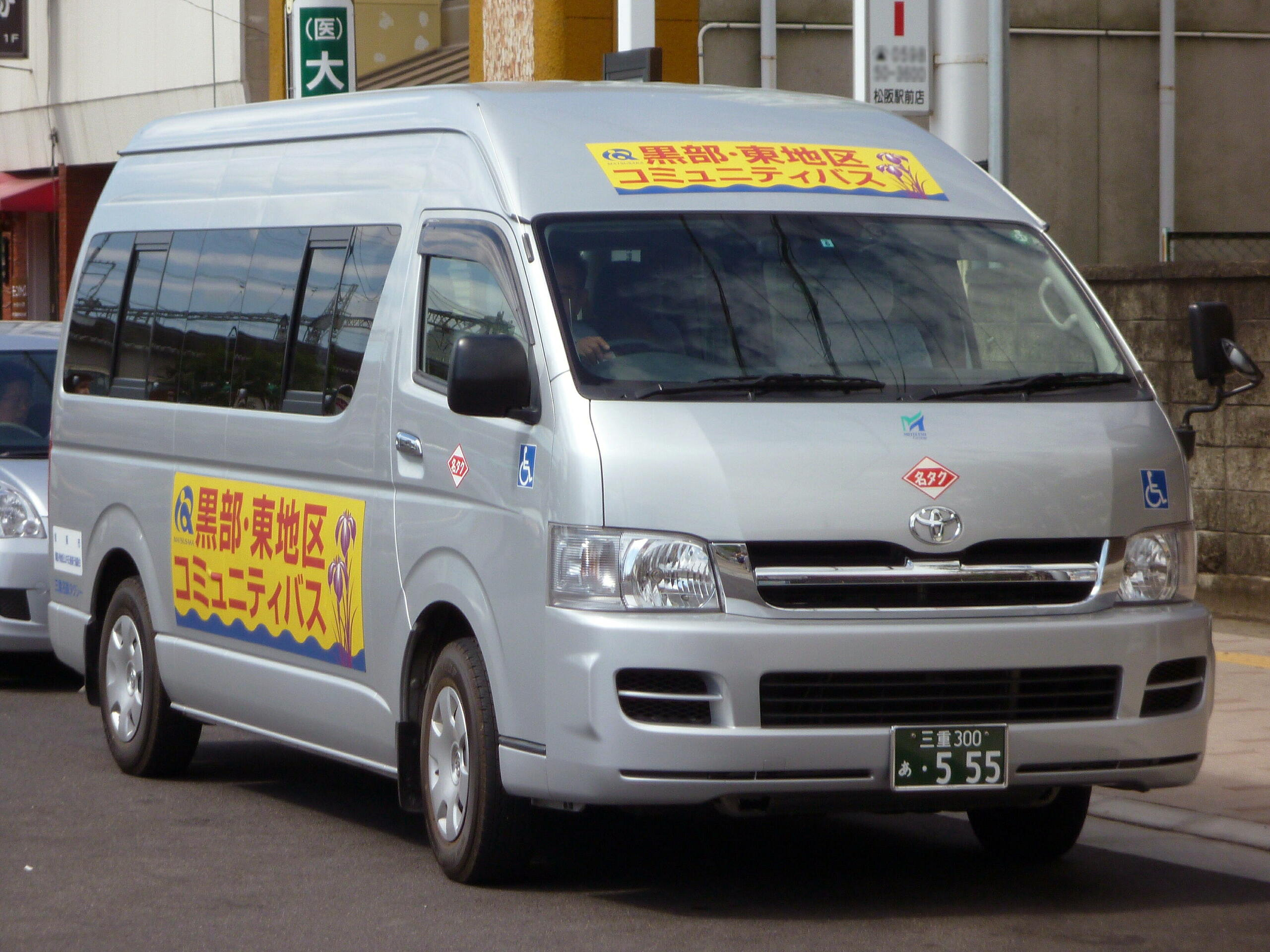
黑部・東地區社區巴士

松阪車站是市內的主要鐵路車站，東海旅客鐵道紀勢本線、名松線和近畿日本鐵道山田線都在此交會，往北可前往愛知縣、滋賀縣、奈良縣，往南可到和歌山縣；松阪車站過去還有三重電氣鐵道松阪線，往東可到海岸邊的大口町地區，往則是西沿著櫛田川進入山區中的大石町地區，不過松阪線已在1964年停止營運。
目前往西部山區的交通主要依靠國道166號，同時此條國道也可一路往西穿過高見山進入奈良縣東吉野村。
市內的除了三重交通經營的客運路線外，還有包括鈴之音巴士、宇氣鄉社區巴士、黑部・東地區社區巴士、飯南社區巴士在內的多條社區巴士路線。
三重縣內雖然沒有民用機場，但位於愛知縣的中部國際機場就位於伊勢灣的對岸，直線距離僅35公里，因此過去曾在市區旁的港口開設有松阪高速船的高速渡輪，可直接抵達中部國際機場；但在2008年由於持續虧損而停止營運。

### 鐵路
- 東海旅客鐵道
  - 紀勢本線：（←津市） - 六軒車站 - 松阪車站 - 德和車站 - （多氣町→）
  - 名松線：松阪車站 - 上之庄車站 - 權現前車站 - （津市）
- 近畿日本鐵道
  - 大阪線：（←津市） - 伊勢中川車站
  - 名古屋線：（←津市） - 伊勢中川車站
  - 山田線：伊勢中川車站 - 伊勢中原車站 - 松崎車站 - 松阪車站 - 東松阪車站 - 櫛田車站 - 漕代車站 - （明和町→）

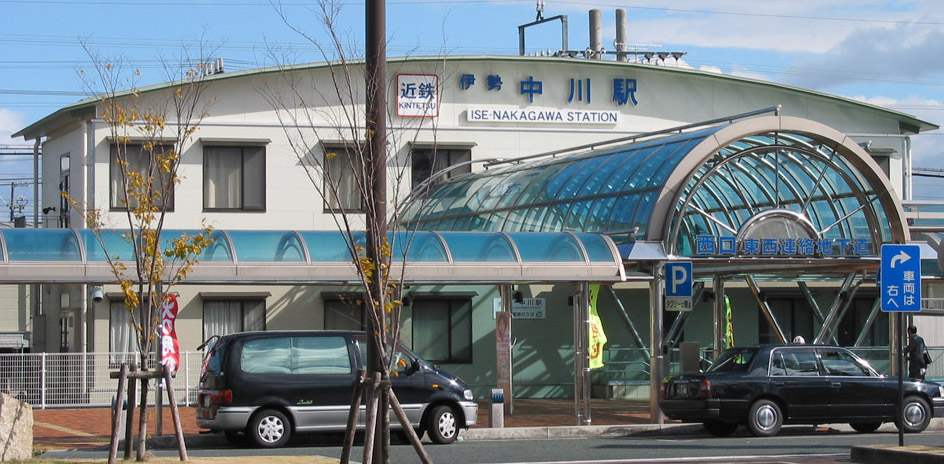
伊勢中川車站
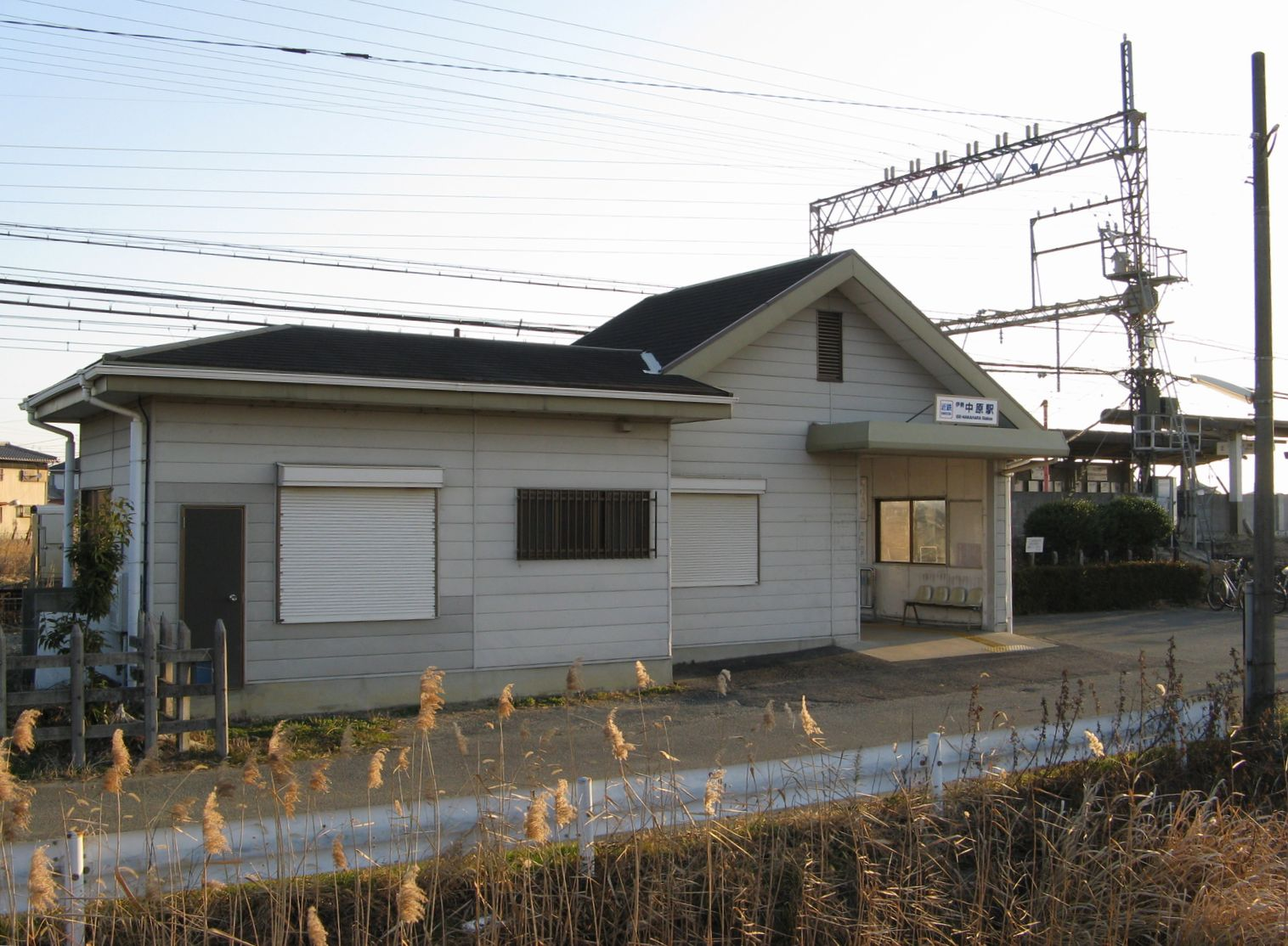
伊勢中原車站
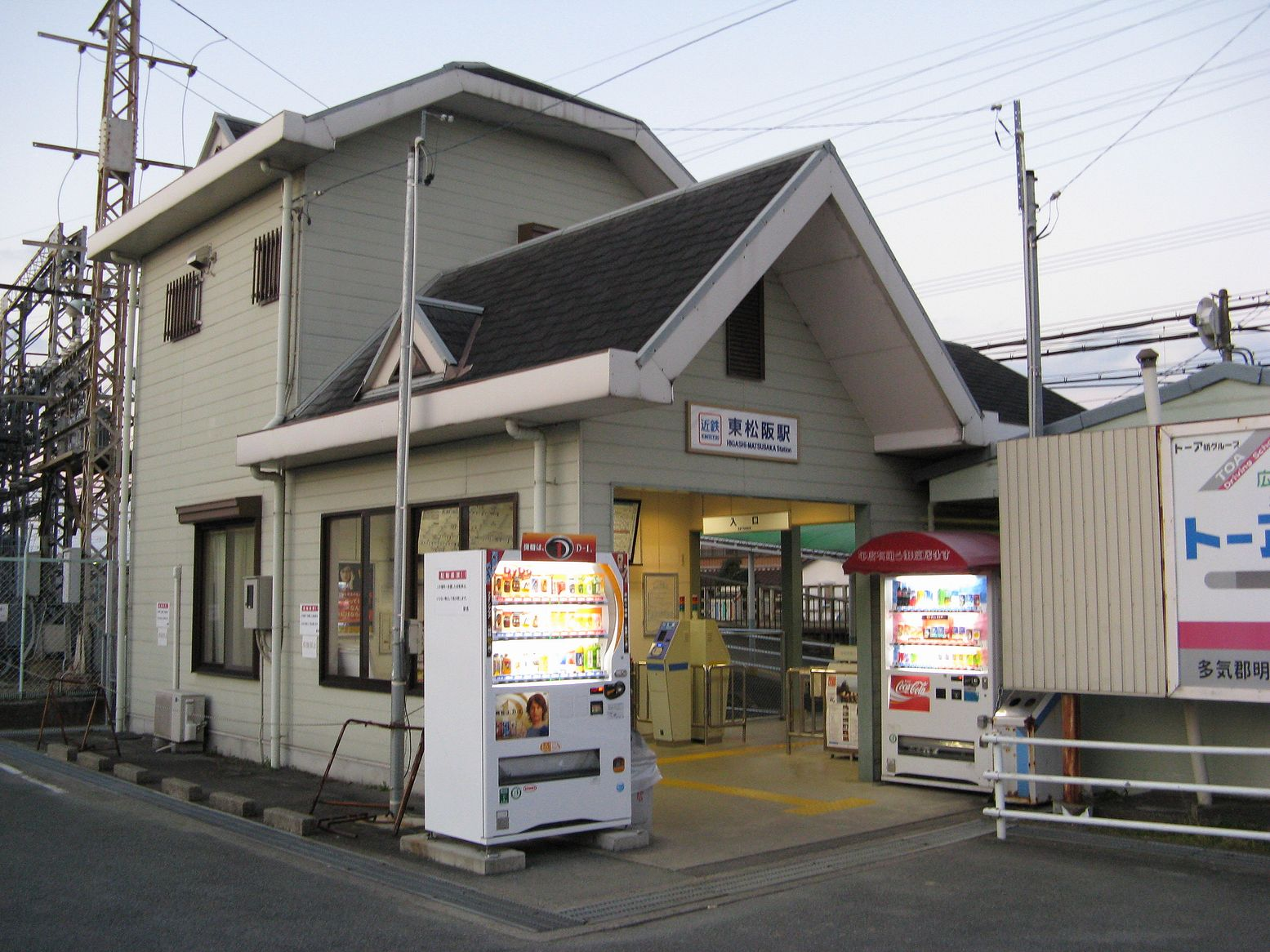
東松阪車站
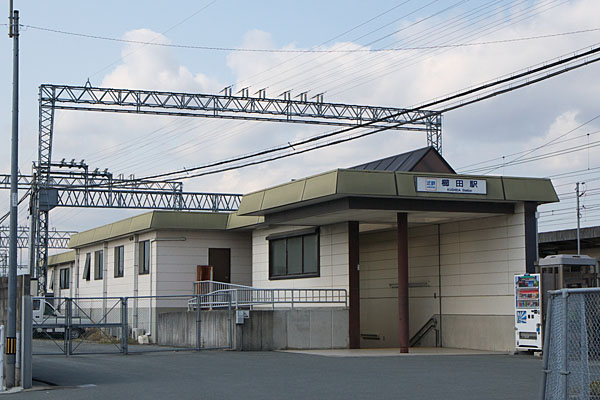
櫛田車站
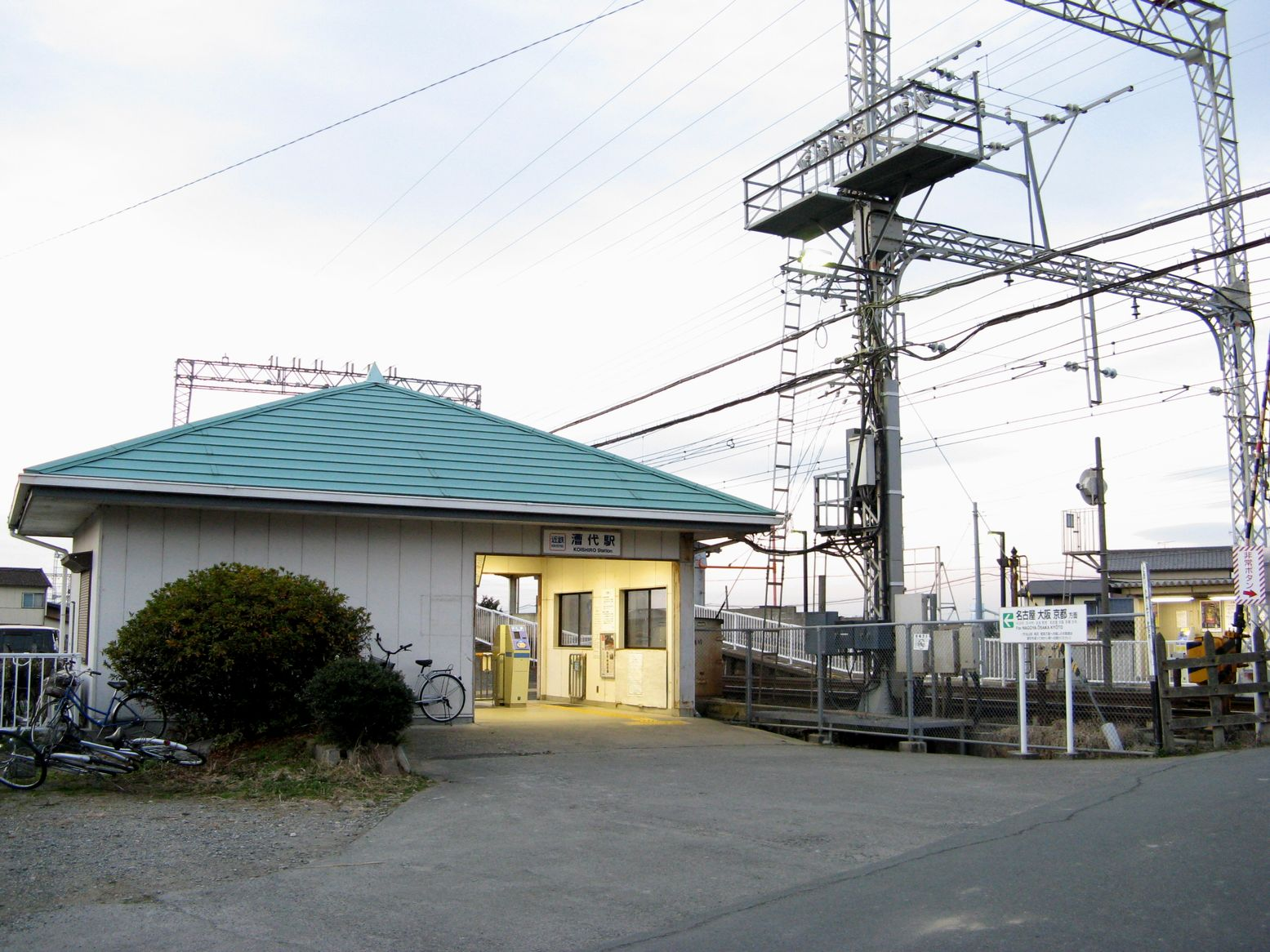
漕代車站

### 公路
高速公路
- 伊勢自動車道：（津市） - 一志嬉野交流道（日语：一志嬉野インターチェンジ） - 嬉野停車區 - 松阪交流道 - （多氣町）

## 觀光資源
由於過去松坂出了許多豪商，市內設立了豪商之町松阪觀光交流中心作為解說歷史資料的景點，同時過去這些商人住所也對外開放參觀，包括舊長谷川治郎兵衛家、舊小津清左衛門家、原田次郎舊宅。
御城番屋敷為19世紀中江戶時代末期，居住於城下町的武士住宅，現已被列為國家重要文化財產。

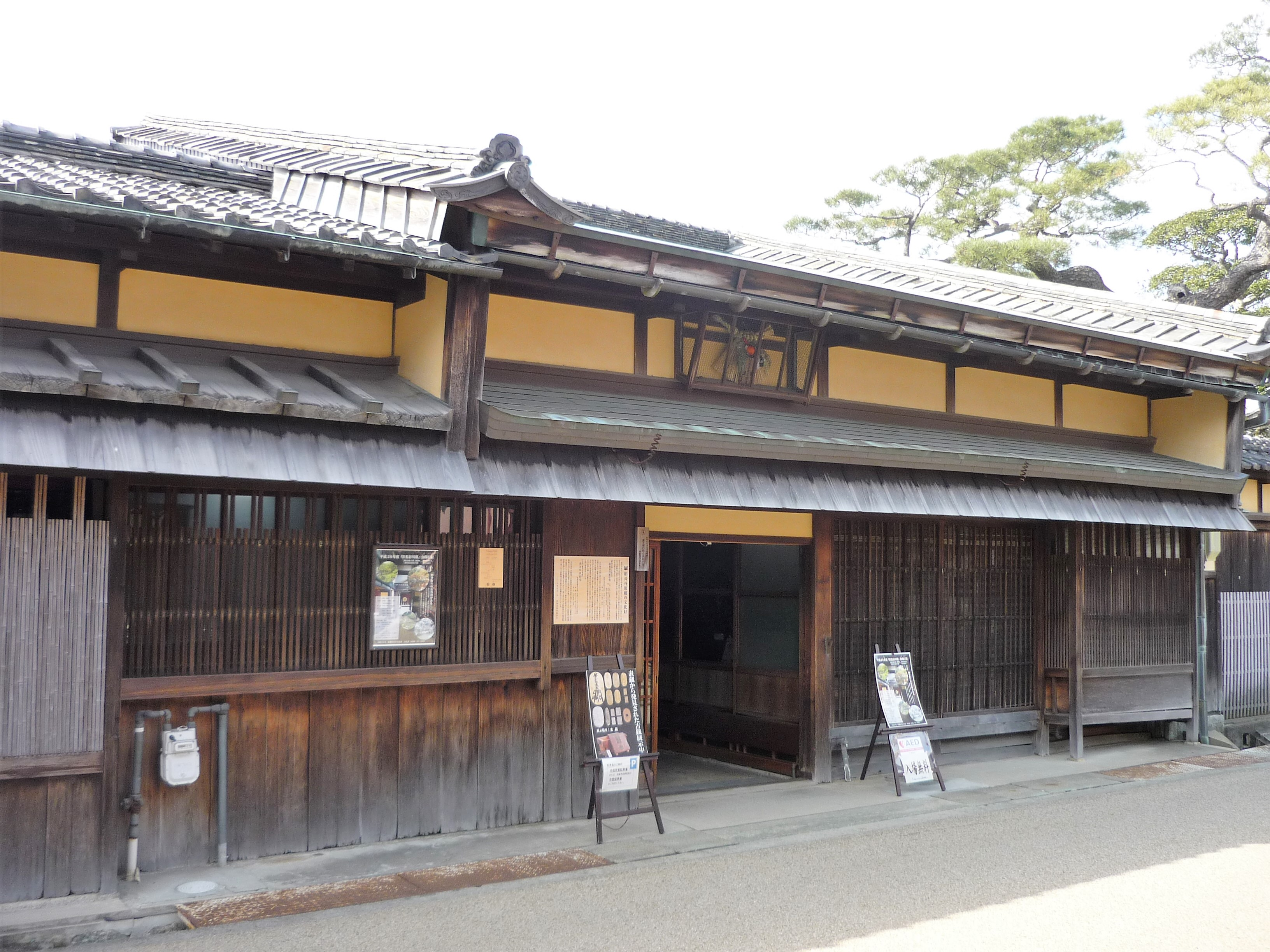
舊長谷川治郎兵衛家
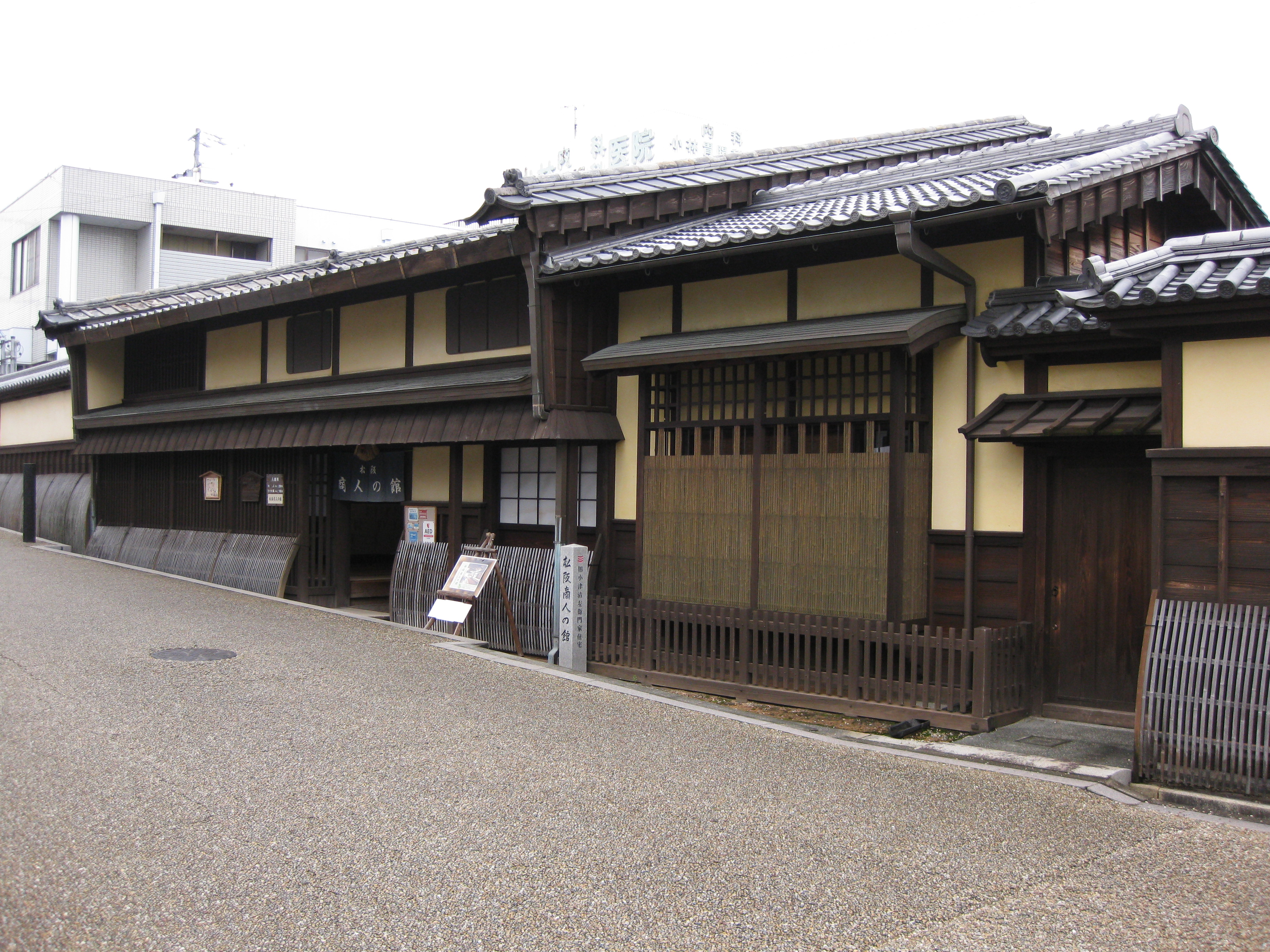
舊小津清左衛門家
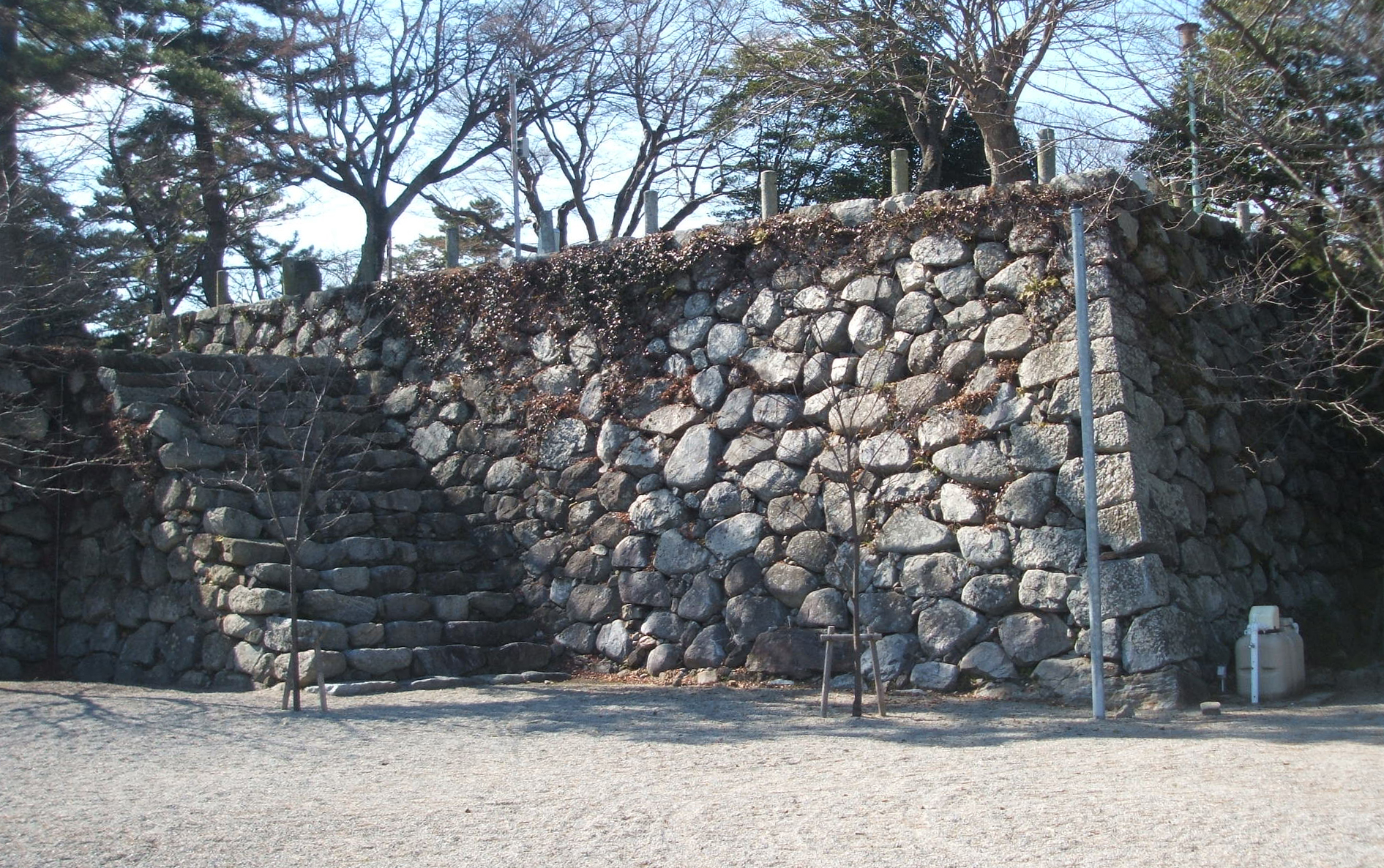
松坂城遺跡
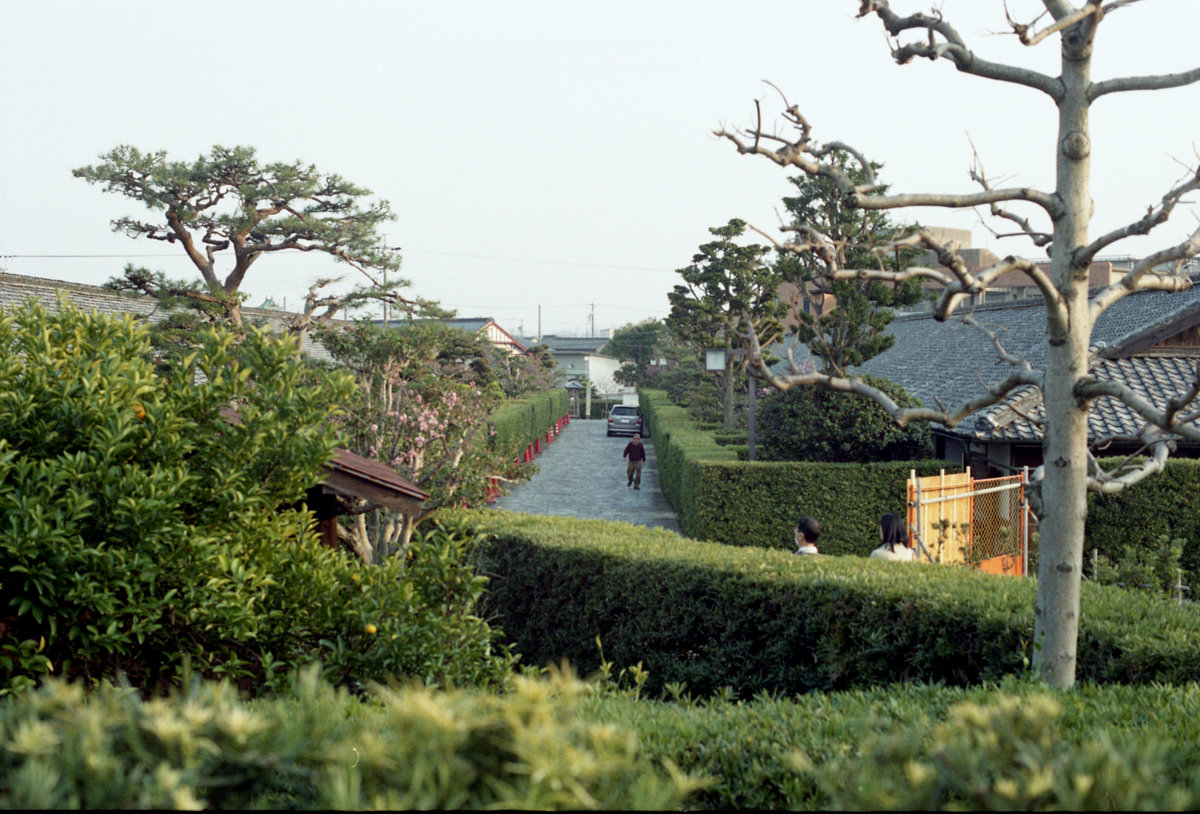
御城番屋敷

## 教育
過去在松阪市內曾經有以社會科學為主的三重中京大學，其與位於名古屋的中京大學同樣為學校法人梅村學園所設立，但已在2010年停止招生，並於2013年最後一屆學生畢業後關閉。

## 姊妹、友好城市

### 日本
- 濱田市（島根縣）

### 海外
- 無錫市滨湖区（中国江蘇省）
兩地於2008年締結為友好都市。

## 外部連結
- （日語） ぎゅうっと松阪的Facebook專頁
- （日語） 松阪市觀光協會 （页面存档备份，存于）